# Braquage à l'italienne
Pour les articles homonymes, voir The Italian Job.
Ne doit pas être confondu avec Hold-up à l'italienne ou Braquage à l'anglaise.
Pour plus de détails, voir Fiche technique et Distribution.
Braquage à l'italienne ou Un boulot à l'italienne au Québec (The Italian Job) est un film multinational réalisé par F. Gary Gray et sorti en 2003.
Le film se déroule de Venise à Los Angeles, où un groupe d'audacieux voleurs décident de venger la mort d'un des leurs, tué par un complice qui les a trahis, pour se réapproprier un magot que ce dernier leur a subtilisé.
C'est le remake du film britannique L'or se barre (The Italian Job) de Peter Collinson sorti en 1969. Écrit par Wayne et Donna Powers et produit par Donald DeLine, Braquage à l'italienne met en vedette Mark Wahlberg, Charlize Theron, Edward Norton, Jason Statham, Mos Def, Seth Green et Donald Sutherland. Il raconte l'histoire d'une équipe de braqueurs qui prévoient de voler l'or qu'un ancien associé leur a dérobé. Malgré le titre original partagé, l'intrigue et les personnages de ce film diffèrent de la version originale, Gray le décrivant comme un « hommage à l'original ».
Distribué par Paramount Pictures, le film rencontre un succès commercial, rapportant 176 millions de dollars de recettes mondiales et obtient un accueil globalement favorable des critiques.

## Synopsis

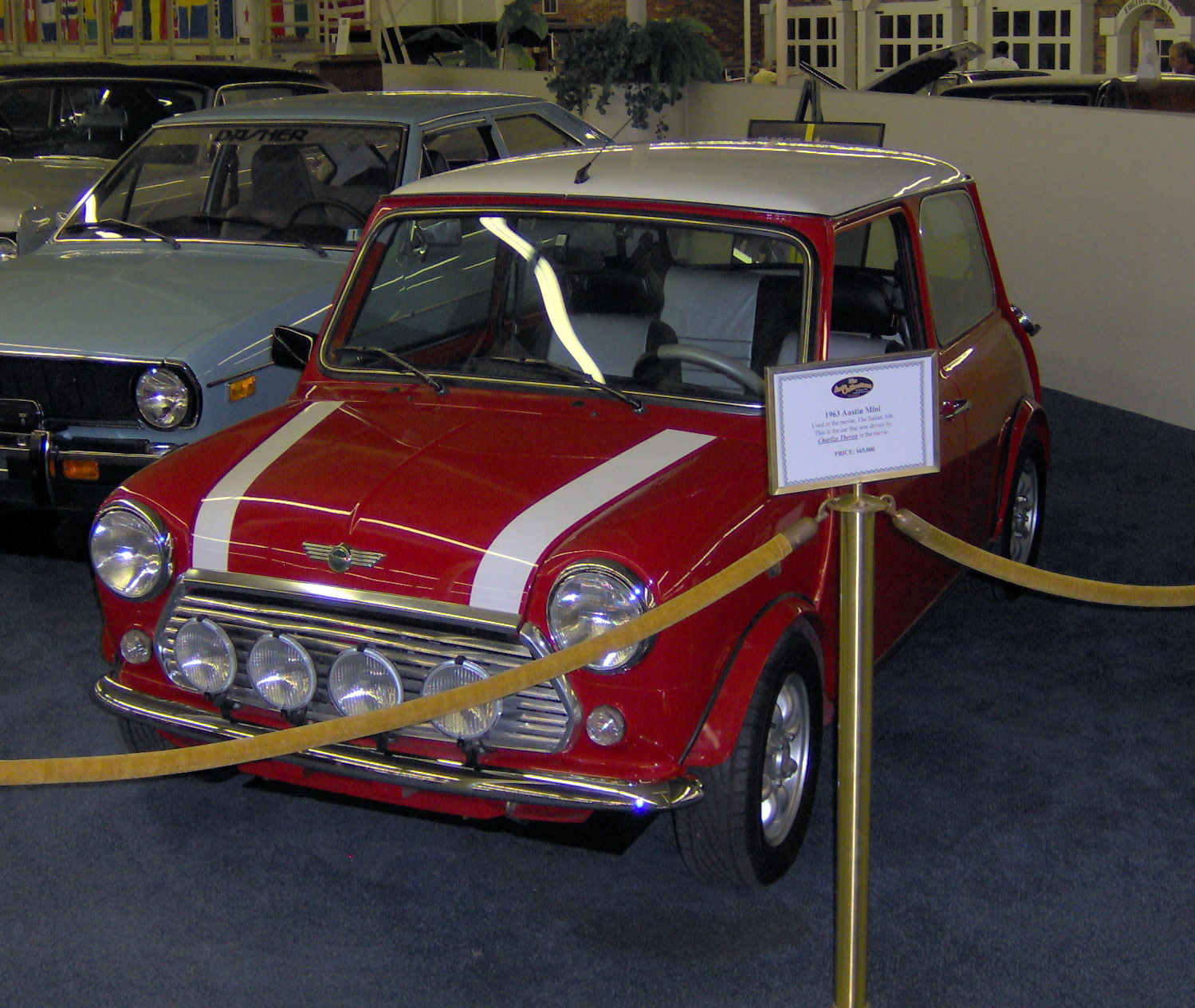
Charlize Theron conduit cette Mini Cooper.

À Venise, Charlie Crocker, un audacieux cambrioleur, et son ami et mentor John Bridger, expert en coffres-forts, organisent avec leur équipe composée de quatre hommes le vol de 35 millions de dollars en lingots d'or. L'équipe est composée de Rob, spécialisé dans les voitures, « Dur d'oreille », expert en explosifs, Steve, l'« homme de l'intérieur », et Lyle, génie en informatique. Le plan se déroule avec succès et la petite bande fuit à la frontière autrichienne, quand Steve, avec l'aide d'hommes armés, les trahit et vole les lingots. Il n'hésite pas à abattre froidement Bridger, qui meurt sur le coup, et tente de faire de même avec les autres, qui parviennent à survivre en se faisant passer pour morts.
Un an plus tard, à Philadelphie, Charlie retrouve la trace de Steve en Californie et demande l'aide à la fille de Bridger, Stella, devenue experte dans l'ouverture de coffres-forts pour la police, afin de récupérer les lingots. Bien qu'au départ réticente, Stella accepte et Charlie réunit son équipe au complet afin de mettre à exécution un plan, profitant de leur avantage d'être « morts » et que Steve ne connaisse pas Stella, qui se fait passer pour une technicienne en téléphonie pour filmer avec l'aide d'une caméra miniature la maison de Steve, véritable forteresse, et l'emplacement du coffre où se trouve le magot. Ce dernier, séduit par Stella, invite cette dernière à dîner.
Toutefois, l'opération prend une autre tournure, quand Steve découvre indirectement la véritable identité de Stella et que Charlie et sa bande sont encore en vie, ce dernier l'informant qu'il veut venger la mort de Bridger. L'équipe met au point un autre plan, qui consiste, après des écoutes dans la maison de Steve, à récupérer les lingots dans un fourgon blindé en piratant le système de circulation des autoroutes de Los Angeles et en faisant sauter à l'explosif un accès à l'autoroute situé au-dessus d'un tunnel de métro. Méfiant, Steve fait circuler trois fourgons, mais le véhicule contenant les lingots est finalement retrouvé grâce aux caméras de surveillance piratées par Lyle, qui a mesuré l'écart entre les fourgons et le sol et ainsi déterminé lequel était le plus lourd. L'opération de récupération est un succès, non sans difficulté, et le groupe se réunit à la gare avec les voitures chargés des lingots afin de fuir en train. Mais Steve retrouve leur trace. Toutefois, Charlie, ayant appris par un contact qu'un mafieux ukrainien cherche à venger la mort de son cousin, un prêteur sur gages tué par Steve après qu'il a découvert la provenance des lingots, fait affaire avec le mafieux et lui livre Steve.
À bord du train où ils prennent la fuite, Charlie et sa bande célèbrent la mémoire de Bridger. Pendant le générique de fin, on voit ce que chaque membre de la bande a fait de sa part : Rob s'est acheté une Aston Martin, « Dur d'oreille », quant à lui, s'est offert une maison en Andalousie, Lyle s'est payé la chaîne stéréo de ses rêves, tout en faisant la couverture de Wired, afin de déclarer qu'il est le vrai créateur de Napster (il avait accusé Shawn Fanning, son camarade d'université, de lui avoir volé l'idée), tandis que Charlie a entamé une relation avec Stella.

## Fiche technique
- Titre original : The Italian Job
- Titre français : Braquage à l'italienne
- Titre québécois : Un boulot à l'italienne
- Réalisation : F. Gary Gray
- Scénario : Wayne (it) et Donna Powers d'après le scénario original de Troy Kennedy-Martin
- Musique : John Powell
- Photographie : Wally Pfister
- Montage : Richard Francis-Bruce et Christopher Rouse
- Direction artistique : Charles Wood
- Distribution des rôles : Doug J. Meerdink et Mark Zuelzke
- Décors : Charles Wood ; Denise Pizzini (décors de plateau)
- Costumes : Mark Bridges
- Production : Donald DeLine (en)
- Production exécutive : Tim Bevan, Eric Fellner, Jim Dyer, Wendy Japhet et Lynsey Shumukler Jones ; Guido Cerasuolo (pour l'Italie)
- Budget : 60 000 000 $
- Pays de production :  États-Unis,  France,  Royaume-Uni,  Italie,  Allemagne
- Sociétés de production : Paramount Pictures, De Line Pictures, Working Title Films, Mestiere Cinema et Tele München Fernseh Produktionsgesellschaft
- Société de distribution : Paramount Pictures (États-Unis), United International Pictures (France)
- Format : couleur — 35mm — 2,35:1 — son Dolby Digital DTS
- Langues originales : anglais, russe et italien
- Genre : Action et thriller
- Durée : 96 minutes
- Dates de sortie :
  - États-Unis : 30 mai 2003
  - France : 17 septembre 2003
- (fr) Mention CNC : tous publics (visa d'exploitation no 108077 délivré le 5 août 2003)[2]

## Distribution
- Mark Wahlberg (VF : Bruno Choël ; VQ : Patrice Dubois) : Charlie Croker
- Jason Statham (VF : Thierry Redler ; VQ : Jean-Luc Montminy) : « Rob le tombeur » (VF) / « Le beau Rob » (VQ) / « Handsome Rob » (VO)
- Charlize Theron (VF : Barbara Kelsch ; VQ : Camille Cyr-Desmarais) : Stella Bridger
- Edward Norton (VF : Damien Boisseau ; VQ : Antoine Durand) : Steve Frezelli
- Seth Green (VF : Tony Marot ; VQ : Hugolin Chevrette) : Lyle « Napster »
- Mos Def (VF : Vincent Barazzoni ; VQ : Pierre Auger) : « Dur d'oreille » (VF) / « Oreille gauche » (VQ) / « Left Ear » (VO)
- Donald Sutherland (VF : Bernard Tiphaine ; VQ : Jean-Marie Moncelet) : John Bridger
- Boris Lee Krutonog (VF : Julien Kramer) : Yehven
- Olek Krupa (VF : Igor de Savitch) : Mashkov
- Shawn Fanning : lui-même
- Kelly Brook : la petite amie de Lyle
- Franky G. (VF : Philippe Bozo) : « Tournevis » (VF) / « Wrench » (VO)

Note : les surnoms des personnages varient selon la version, française ou québécoise
Source et légende : Version française (VF) sur AlloDoublage et Version québécoise (VQ) sur Doublage Québec.

## Production

### Genèse et développement
Neal Purvis et Robert Wade écrivent une première ébauche de scénario d'après le film britannique L'or se barre (1969) de Peter Collinson, finalement rejetée par la Paramount. Les scénaristes Donna et Wayne Powers sont ensuite chargés d'écrire le scénario. Ils regardent alors le film original, qu'ils n'avaient jamais vu, pour connaître le ton de l'intrigue. Après environ deux ans et près de 18 versions, ils développent un script ensuite décrit par le réalisateur F. Gary Gray comme « inspiré par l'original ».

### Attribution des rôles
F. Gary Gray voulait depuis longtemps travailler avec Mark Wahlberg avec l'avoir vu dans Boogie Nights (Paul Thomas Anderson, 1997). L'acteur sera d'emblée séduit par le script, tout comme Seth Green.
Charlize Theron était le premier choix du réalisateur pour incarner Stella Bridger, alors qu'elle a été recommandée par Mark Wahlberg,. Pour le rôle de Rob, c'est la directrice de casting Sheila Jaffe qui a suggéré Jason Statham. Pour le rôle de Steve, Edward Norton accepte en raison d'une obligation contractuelle. Mark Wahlberg, Charlize Theron et Jason Statham ont suivi des cours de conduite durant un mois sur le Willow Springs International Motorsports Park (en),.

### Tournage

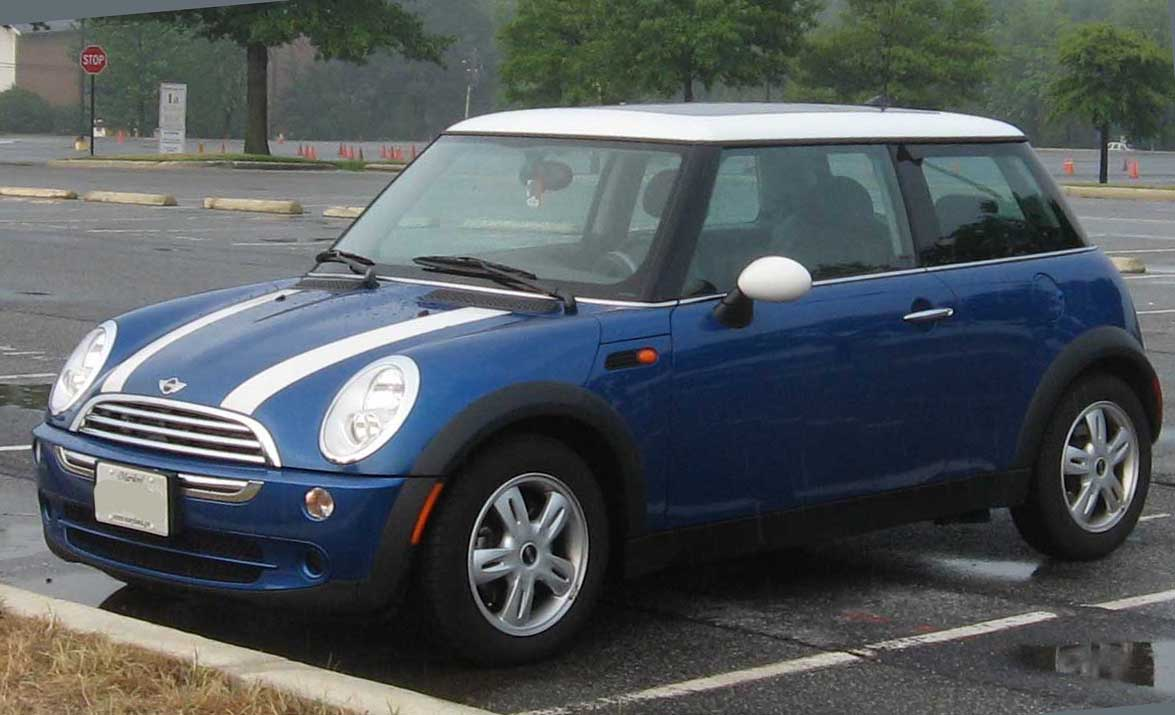
Une Mini Cooper de première génération ressemblante à celles présentes dans le film

Le tournage a eu lieu en Italie (Venise, Canazei, Gênes). Il se déroule également aux États-Unis : à Los Angeles (notamment à Bunker Hill, Hollywood Boulevard, Hollywood and Highland Center, Union Station, Los Angeles River, Encino, Grauman's Chinese Theatre, aéroport international), en Californie (Universal Studios à Universal City, Pasadena, West Hollywood, Long Beach) ainsi qu'à Philadelphie. Quelques scènes sont également tournées à Winnipeg au Canada.
Des Mini Coopers utilisées pour le film ont été développées pour les besoins du film avec des moteurs électriques car les moteurs à combustion sont interdits dans les tunnels du métro, où sont tournées quelques scènes. D'autres Mini Coopers sont modifiées pour recevoir des caméras,. Pour le réalisateur F. Gary Gray, ces véhicules « font partie de la distribution ».

## Musique

### Musiques pré-existantes
- The Wreckoning de Boomkat
- Money de Velvet Revolver  (reprise de Pink Floyd)
- ABC des Jackson 5
- Heartbreaker de Pat Benatar
- Pedal to the Metal de Kazzer
- Girls and Posse Surf de Paul Haslinger
- To Get Down de Timo Maas
- Bloody Fingers de Jet Black Summer
- Fire d'Ohio Players
- California Soul de Marlena Shaw
- Go (Pete Lorimer Mix) d'Andy Hunter
- The Jump Off de Mos Def
- Music and Wine de Blue Six
- Sunbeams d'UKO
- Saboteur d'Amon Tobin
- Where's My Truck de Reinhold Heil & Johnny Klimek
- Go d'Andy Hunter

### Bande originale
Albums de John Powell
Cody Banks, agent secret
(2003) Amours troubles
(2003)
La musique du film est composée par John Powell. Elle est interprétée par le The Hollywood Studio Symphony dirigé Pete Anthony.
Liste des titres
1. Opening Titles - 2:05
2. The Italian Job - 1:47
3. Venice Gold Heist - 4:39
4. Boat Chase - 4:46
5. Mourning John - 1:04
6. Planning the Heist - 2:49
7. Pawning the Gold - 1:56
8. Cable Chick - 2:36
9. Getting the Axe - 2:16
10. The Devil Inside - 1:51
11. Bitter Suite - 1:59
12. The New Plan - 5:07
13. Tunnel Run - 2:13
14. Chopper Chase / Face-Off - 2:58
15. Golden - 4:05

## Accueil

### Accueil critique
Dans l'ensemble des critiques professionnelles anglophones et françaises, Braquage à l'italienne obtient un accueil favorable : 73 % des 179 critiques collectés par le site Rotten Tomatoes sont positifs, pour une moyenne de 6,4⁄10, tandis qu'il obtient un score de 68⁄100 sur le site Metacritic, pour 37 critiques. Le site Allociné, pour 10 critiques, lui attribue une moyenne de 3,3⁄5.

### Box-office
Distribué aux États-Unis dans 2 633 salles le 30 mai 2003, Braquage à l'italienne prend la troisième place du box-office le week-end de sa sortie avec 19 457 944 $ de recettes. Il reste dans le top 20 hebdomadaire durant les neuf week-ends suivants, en ayant engrangé un total de 95 322 358 $ et n'est jamais distribué au-delà de 2 877 salles au cours de son exploitation. Paramount Pictures ressort le film le 29 août 2003 dans 1 964 salles. Il finit son exploitation avec 106 128 601 $ après être resté vingt-trois semaines à l'affiche. Il récolte 69 941 570 $ de recettes à l'étranger, portant le total des recettes mondiales à 176 070 171 $. Il est le plus grand succès de la Paramount en 2003 sur le territoire américain.
En France, le succès est relativement modeste, puisque distribué dans 348 salles durant son exploitation, il n'arrive à totaliser que 641 383 entrées.
| Pays ou région | Box-office      | Date d'arrêt du box-office | Nombre de semaines |
| -------------- | --------------- | -------------------------- | ------------------ |
| États-Unis     | 106 128 601 $   | 6 novembre 2003            | 23                 |
| France         | 641 383 entrées | -                          | -                  |
| Total mondial  | 176 070 171 $   | -                          | -                  |